# Evius lemba
Evius lemba är en fjärilsart som beskrevs av Druce 1890. Evius lemba ingår i släktet Evius och familjen björnspinnare. Inga underarter finns listade i Catalogue of Life.